# Широкий Буерак (Саратовский район)
Широ́кий Буера́к — село в Гагаринском районе Саратовской области России. С апреля 2021 года входит в состав городского округа Саратова.

## Физико-географическая характеристика
Село расположено в южной части Саратовского района, недалеко от берега реки Волги, вблизи протекает ручей Болотный. Расстояние до административного центра села Синенькие — 13 км, до областного центра составляет 37 км. С областным центром Широкий Буерак связан автодорогой с твёрдым покрытием. Налажено автобусное сообщение.

### Часовой пояс
село Широкий Буерак, как и вся Саратовская область, находится в часовой зоне МСК+1. Смещение применяемого времени относительно UTC составляет +4:00.

### Уличная сеть
В селе Широкий Буерак четыре улицы: Волжская, Дачная, Молодёжная, Рабочая; один тупик — Молодёжный и один переулок — Рабочий. К населённому пункту относятся территории двадцати четырёх садовых некоммерческих товарищества.

## Население
| 2002 | 2010 |
| ---- | ---- |
| 177  | ↘151 |

На 1 января 2020 года в селе проживали 158 человек.
| Национальность | Численность (чел.) | Процентное соотношение |
| -------------- | ------------------ | ---------------------- |
| Русские        | 155                | 98,1 %                 |
| Армяне         | 2                  | 1,2 %                  |
| Татары         | 1                  | 0,6 %                  |
| Всего          | 158                | 100 %                  |

## Инфраструктура
В селе работают два предприятия розничной торговли и одно почтовое отделение. Село газифицировано, имеется центральный водопровод и две водонасосные станции. ООО «Сарпродагро» занимается вопросами ведения сельского хозяйства.
На территории населённого пункта установлен памятник солдата в память о погибших в Великой Отечественной войне.
В окрестностях села размещён Форелевый пруд «Лесное озеро» для разведения и ловли рыбы. Отличное место отдыха на природе.

## Транспорт
В Широкий Буерак можно добраться на маршруте общественного транспорта 299 от Стадиона «Волга» и на «ОМике» от Речного вокзала, но только с апреля по октябрь на автобусе и с мая по октябрь на «ОМике». Также есть маршрутка 299м, следующая по соответствующему маршруту автобуса.

## Известные уроженцы
- Панченко, Константин Павлович (1919—1979) — Герой Советского Союза, командир эскадрильи.